# 森林薄荷
森林薄荷（学名：Mentha laxiflora），是薄荷属下的一个种。